# União Democrática Brasileira

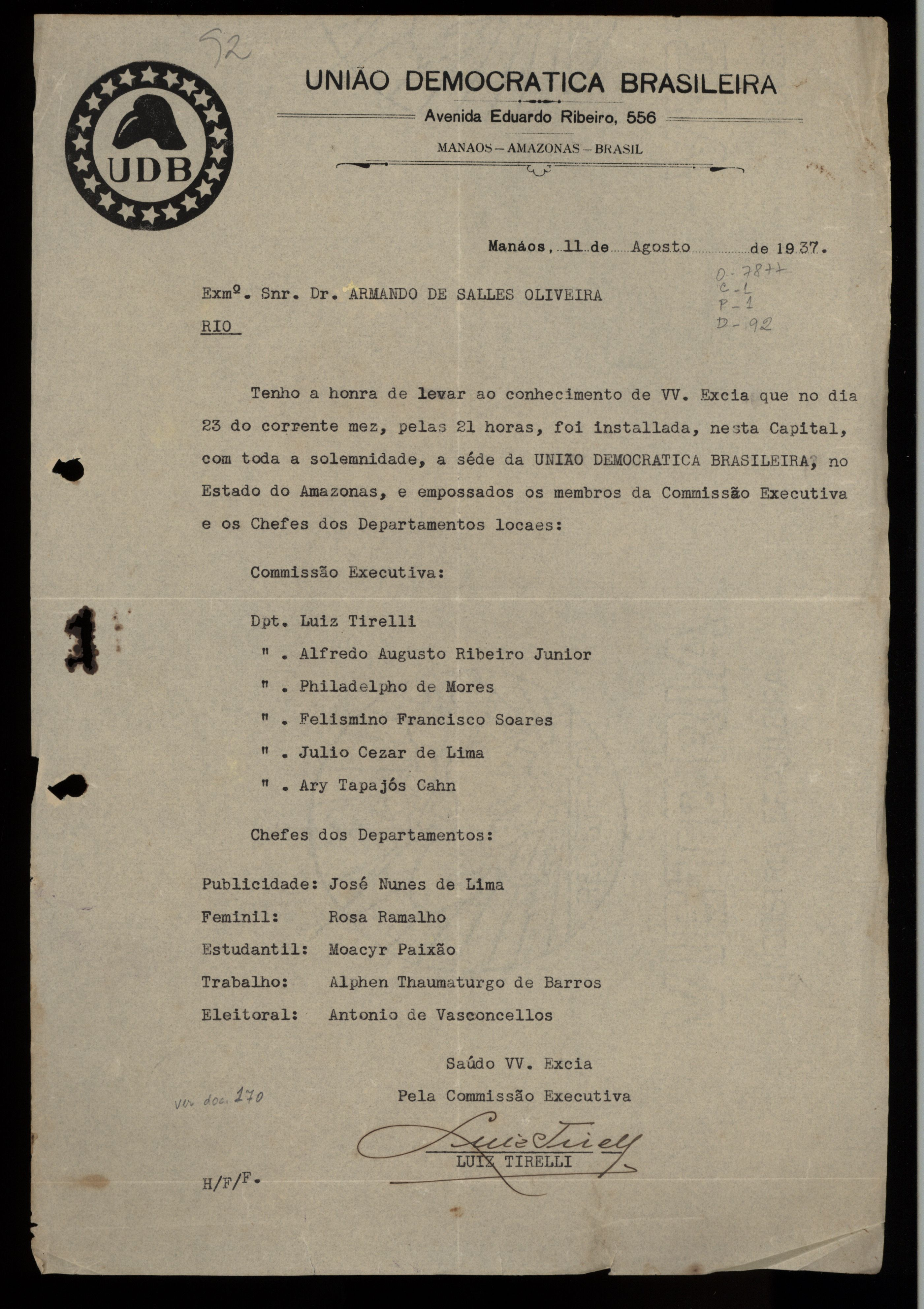
Carta enviada a Armando Salles de Oliveira sobre a instalação de sede da UDB em Manaus em 1937, assinada por Luís Tirelli. APESP

União Democrática Brasileira (UDB) foi um partido político do Brasil, de âmbito nacional, formado em 1937 por opositores de Getúlio Vargas. O objetivo do partido foi eleger Armando Salles de Oliveira ao cargo de Presidente da República, nas eleições previstas para janeiro de 1938.
Com o advento do Estado Novo, os líderes da UDB foram exilados. Entre eles, Arthur Bernardes e Otávio Mangabeira.
Armando de Salles concorria com Plínio Salgado e José Américo de Almeida à presidência.
Anos após,teria a criação do sucessor do partido, a UDN